# Kraljev Vrh (Jakovlje)
Pour les articles homonymes, voir Kraljev Vrh.
Kraljev Vrh est une localité de Croatie située dans la municipalité de Jakovlje, comitat de Zagreb. Au recensement de 2001, elle comptait 661 habitants.